# Epirrhoe obscurata
Epirrhoe obscurata är en fjärilsart som beskrevs av South 1888. Epirrhoe obscurata ingår i släktet Epirrhoe och familjen mätare. Inga underarter finns listade i Catalogue of Life.